# 34 Геркулеса
34 Геркулеса (лат. 34 Herculis, HD 149081) — двойная звезда в созвездии Геркулеса на расстоянии приблизительно 366 световых лет (около 112 парсек) от Солнца. Видимая звёздная величина звезды — +6,427m. Возраст звезды определён как около 391 млн лет.

## Характеристики
Первый компонент — белая звезда спектрального класса A1V, или A0. Масса — около 2,5 солнечных, радиус — около 2,096 солнечных, светимость — около 27,823 солнечных. Эффективная температура — около 9333 K.
Второй компонент — красный карлик спектрального класса M. Масса — около 98,81 юпитерианских (0,09432 солнечной). Удалён в среднем на 2,03 а.е..